# Genipina
La genipina è una sostanza presente nell'estratto del frutto della gardenia, usato nella medicina tradizionale cinese.
È l'aglicone derivante dall'iridoide glicoside geniposide presente nel frutto di Gardenia jasminoides.